# Конвой № 4022/4032
Конвой № 4022 (за іншими даними — 4032) — японський конвой часів Другої світової війни, проведення якого відбувалось у жовтні — листопаді 1943 року.
Вихідним пунктом конвою був атол Трук у центральній частині Каролінських островів, де ще до війни створили потужну базу японського ВМФ, з якої до лютого 1944 року провадились операції у цілому ряді архіпелагів. Пунктом призначення став розташований у Токійській затоці порт Йокосука, що під час війни був обраний як базовий для логістики Труку.
До конвою увійшли транспорти «Шоєй-Мару», «Хійосі-Мару» та «Ямакуні-Мару», тоді як ескорт забезпечував торпедний човен «Оторі».
Загін вийшов у море 22 жовтня 1943 року, а 25 жовтня під час проходження повз північні Маріанські острови «Хійосі-Мару» відокремився від конвою та попрямував на Сайпан (прибуде до Йокосуки пізніше з конвоєм № 4102).
Маршрут конвою № 4022 пролягав через кілька традиційних районів патрулювання американських підводних човнів, які зазвичай діяли на підходах до Труку, біля Маріанських островів, островів Оґасавара та поблизу східного узбережжя Японського архіпелагу. Втім, 1 листопада 1943 року загін без інцидентів досягнув Йокосуки.